# 英格丽德·贝克尔
英格丽德·贝克尔（德語：Ingrid Becker，1942年9月26日—），德国女子田径运动员。她曾代表德国联队、西德参加1960年、1964年、1968年和1972年夏季奥林匹克运动会田径比赛，获得二枚金牌。